# Nazionale maschile di calcio del Vietnam
La nazionale di calcio del Vietnam (in vietnamita Đội tuyển bóng đá quốc gia Việt Nam) è la squadra calcistica nazionale del Vietnam ed è posta sotto l'egida della Federazione calcistica del Vietnam, a sua volta subordinata alla FIFA.
Quando il Vietnam era diviso in Vietnam del Nord e Vietnam del Sud esistevano due diverse nazionali. Mentre quella del nord partecipava a poche rare manifestazioni con altre nazionali comuniste, la Vietnam del Sud, al contrario, era molto attiva: partecipò infatti alle prime due edizioni della Coppa d'Asia, classificandosi entrambe le volte al quarto posto. Il Vietnam del Sud giocò la sua ultima partita nel 1975, ma la nazionale unificata giocò il suo primo match soltanto 16 anni dopo, nel 1991.
Ha partecipato a tre edizioni della Coppa d'Asia: nel 2007 in qualità di Paese ospitante, nel 2019 (raggiungendo in entrambe le occasioni i quarti di finale) e nel 2023. Ha vinto il campionato dell'ASEAN tre volte, nel 2008, nel 2018 e nel 2024. Occupa il 94º posto del ranking FIFA.

## Storia

### Albori
Il calcio fu introdotto in Vietnam nel 1896, ai tempi della Cocincina, ed era praticato solo da mercanti, soldati e civili francesi. Caldeggiato dai francesi, lo sport si diffuse soprattutto nelle regioni settentrionale e centrale del paese. Il 20 luglio 1908 si giocò la prima partita tra due squadre vietnamite, mentre nel 1925 fu pubblicata una rivista che invitava i giovani vietnamiti ad avvicinarsi alla pratica del calcio. Nel 1928 fu costituito l'Annamite Sports Bureau e nello stesso anno fu mandata una rappresentativa vietnamita a giocare a Singapore. Molti club iniziarono a formarsi sia nel Vietnam del Sud che nel Vietnam del Nord, ma fu solo dopo la seconda guerra mondiale che il calcio vietnamita si diede un'organizzazione stabile. La prima partita la nazionale del Vietnam la giocò a Saigon contro la Corea, incontro che perse per 2-4.

### Epoca dei due Vietnam
Con la divisione del Vietnam in due stati, Vietnam del Nord e Vietnam del Sud, sorsero due nazionali di calcio. La selezione del Sud partecipò alle prime due edizioni della Coppa d'Asia, nel 1956 e nel 1960, concludendo al quarto posto in entrambe le occasioni; partecipò anche ai Giochi del Sud-est asiatico del 1959, prima edizione del torneo, in Thailandia e alle qualificazioni al campionato del mondo 1974, dove sconfisse per 1-0 la Thailandia qualificandosi alla fase a gironi. Qui fu eliminata dopo due sconfitte contro Giappone (4-0) e Hong Kong (1-0). Nel 1975 il Vietnam del Sud giocò la sua ultima partita, perdendo per 3-0 contro la Malaysia. La selezione del Nord, al contrario, non era membro né della AFC né della FIFA e disputò solo partite con le nazionali di altri paesi comunisti dal 1956 al 1966. La prima partita la squadra settentrionale la giocò contro la Cina (vittoriosa per 3-5) sotto la guida del CT Truong Tan Buu. Partecipò ai Giochi delle nuove forze emergenti (GANEFO) in Indonesia nel 1962 e in Cambogia nel 1966. Al termine della guerra del Vietnam, quando entrambi i paesi si riunirono nella Repubblica socialista del Vietnam, le due nazionali scomparvero e la nazionale del Vietnam riunito ottenne l'affiliazione all'AFC e alla FIFA nel 1976.

### Epoca post-bellica e ristrutturazione

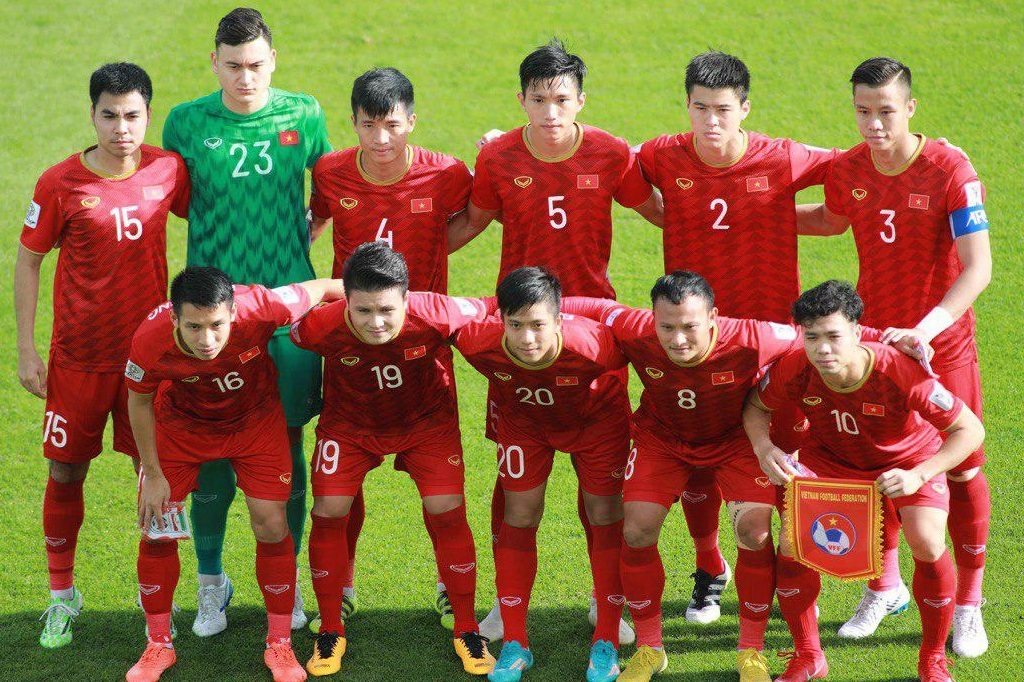
La nazionale vietnamita prima del calcio d'inizio della partita contro l' nella fase a gironi della Coppa d'Asia 2019.

Il calcio vietnamita fu riorganizzato nel 1980 con l'istituzione del campionato nazionale, al fine di dare un nuovo impulso allo sport dopo anni di violenta guerra civile. Nel 1989, dopo le riforme dette Doi Moi (in vietnamita "rinnovamento"), nacque una nuova federazione. Dopo tre mesi di preparazione, nell'agosto 1989 si tenne ad Hanoi il primo congresso costitutivo della neonata federazione. Trịnh Ngọc Chữ, delegato del ministero dello sport vietnamita, ne fu eletto presidente. Nel 1991 la nazionale vietnamita tornò in campo per affrontare le Filippine, cui impose un pari. Nel 1996 il Vietnam prese parte alla prima edizione della Tiger Cup, che chiuse al terzo posto, per poi classificarsi seconda alla Tiger Cup 1998, quando fu sconfitto in finale da Singapore per 0-1.
Paese organizzatore della Coppa d'Asia 2007 con Indonesia, Malaysia e Thailandia, il Vietnam fu l'unica nazionale ospitante a superare la fase a gironi, dopo una vittoria (2-0 contro gli Emirati Arabi Uniti), un pareggio (1-1 contro il Qatar) e una sconfitta (1-4 contro il Giappone). Ai quarti di finale fu sconfitto (0-2) ed eliminato dai futuri campioni dell'Iraq. Vinse poi il campionato dell'ASEAN di calcio nel 2008, primo titolo nella storia della squadra.
Dopo due tentativi senza successo, il Vietnam si qualificò alla fase finale della Coppa d'Asia per l'edizione del 2019. Inserita nel girone con Iran, Iraq e Yemen, fu battuta per 3-2 dall'Iraq e per 2-0 dall'Iran, ma riuscì a superare il turno sconfiggendo per 2-0 lo Yemen, dal momento che rientrò tra le quattro migliori terze classificate nei sei gironi: a parità di punti (3), differenza reti (-1) gol fatti (4), gol subiti (5) con il Libano, fu avvantaggiata dalla regola del fair-play per aver subito in totale 4 cartellini gialli contro i 7 dei libanesi. Agli ottavi di finale la nazionale vietnamita eliminò sorprendentemente la Giordania, raggiungendola sul pari (1-1) e poi battendola ai tiri di rigore (4-2). Ai quarti di finale fu battuta di misura dal Giappone (1-0) ed eliminata. Fu comunque eguagliato il miglior risultato del Vietnam nella competizione, i quarti di finale, raggiunti anche nel 2007.
Nelle qualificazioni al campionato del mondo 2022 la squadra riuscì ad accedere al girone finale delle eliminatorie AFC per la prima volta nella storia, ottenendo così la qualificazione alla Coppa d'Asia 2023, che si tenne nel gennaio 2024 in Qatar. Tale competizione vide però i vietnamiti ultimi nel girone dove persero contro Giappone, Indonesia e Iraq.

## Partecipazioni ai tornei internazionali

### Mondiali
| Anno | Luogo                          | Piazzamento                                                     | V | N | P | Gol |
| ---- | ------------------------------ | --------------------------------------------------------------- | - | - | - | --- |
| 1930 | Uruguay                        | Non partecipante                                                | - | - | - | -   |
| 1934 | Italia                         | Non partecipante                                                | - | - | - | -   |
| 1938 | Francia                        | Non partecipante                                                | - | - | - | -   |
| 1950 | Brasile                        | Non partecipante                                                | - | - | - | -   |
| 1954 | Svizzera                       | Iscrizione rigettata dalla FIFA (Iscritta come Vietnam del Sud) | - | - | - | -   |
| 1958 | Svezia                         | Non partecipante                                                | - | - | - | -   |
| 1962 | Cile                           | Non partecipante                                                | - | - | - | -   |
| 1966 | Inghilterra                    | Non partecipante                                                | - | - | - | -   |
| 1970 | Messico                        | Non partecipante                                                | - | - | - | -   |
| 1974 | Germania                       | Non qualificata (Iscritta come Vietnam del Sud)                 | - | - | - | -   |
| 1978 | Argentina                      | Non partecipante                                                | - | - | - | -   |
| 1982 | Spagna                         | Non partecipante                                                | - | - | - | -   |
| 1986 | Messico                        | Non partecipante                                                | - | - | - | -   |
| 1990 | Italia                         | Non partecipante                                                | - | - | - | -   |
| 1994 | Stati Uniti                    | Non qualificata                                                 | - | - | - | -   |
| 1998 | Francia                        | Non qualificata                                                 | - | - | - | -   |
| 2002 | Giappone / Corea del Sud       | Non qualificata                                                 | - | - | - | -   |
| 2006 | Germania                       | Non qualificata                                                 | - | - | - | -   |
| 2010 | Sudafrica                      | Non qualificata                                                 | - | - | - | -   |
| 2014 | Brasile                        | Non qualificata                                                 | - | - | - | -   |
| 2018 | Russia                         | Non qualificata                                                 | - | - | - | -   |
| 2022 | Qatar                          | Non qualificata                                                 | - | - | - | -   |
| 2026 | Canada / Stati Uniti / Messico | Non qualificata                                                 | - | - | - | -   |

### Coppa delle Nazioni Asiatiche
| Anno | Luogo                                   | Piazzamento                                     | V | N | P | Gol |
| ---- | --------------------------------------- | ----------------------------------------------- | - | - | - | --- |
| 1956 | Hong Kong                               | 4° posto (Iscritta come Vietnam del Sud)        | - | - | - | -   |
| 1960 | Corea del Sud                           | 4° posto (Iscritta come Vietnam del Sud)        | - | - | - | -   |
| 1964 | Israele                                 | Non qualificata (Iscritta come Vietnam del Sud) | - | - | - | -   |
| 1968 | Iran                                    | Non qualificata (Iscritta come Vietnam del Sud) | - | - | - | -   |
| 1972 | Thailandia                              | Ritirata (Iscritta come Vietnam del Sud)        | - | - | - | -   |
| 1976 | Iran                                    | Non qualificata (Iscritta come Vietnam del Sud) | - | - | - | -   |
| 1980 | Kuwait                                  | Ritirata                                        | - | - | - | -   |
| 1984 | Singapore                               | Non partecipante                                | - | - | - | -   |
| 1988 | Qatar                                   | Non partecipante                                | - | - | - | -   |
| 1992 | Giappone                                | Non partecipante                                | - | - | - | -   |
| 1996 | Emirati Arabi Uniti                     | Non qualificata                                 | - | - | - | -   |
| 2000 | Libano                                  | Non qualificata                                 | - | - | - | -   |
| 2004 | Cina                                    | Non qualificata                                 | - | - | - | -   |
| 2007 | Indonesia/ Malaysia Thailandia/ Vietnam | Quarti di finale                                | 1 | 1 | 2 | 4:7 |
| 2011 | Qatar                                   | Non qualificata                                 | - | - | - | -   |
| 2015 | Australia                               | Non qualificata                                 | - | - | - | -   |
| 2019 | Emirati Arabi Uniti                     | Quarti di finale                                | 1 | 1 | 3 | 5:7 |
| 2023 | Qatar                                   | Primo turno                                     | 0 | 0 | 3 | 4:8 |

### AFF Cup
- 1996 - 3º posto
- 1998 - 2º posto
- 2000 - 4º posto
- 2002 - 3º posto
- 2004 - Primo turno
- 2007 - Semifinali
- 2008 - Campione
- 2010 - Semifinali
- 2012 - Primo turno
- 2014 - Semifinali
- 2016 - Semifinali
- 2018 - Campione
- 2020 - 3º posto

## Rosa attuale
Lista dei 35 giocatori convocati per il ritiro estivo avvenuto ad Agosto 2020.
|  | P | Trần Bửu Ngọc         | 26 febbraio 1991  | 1  | 0  | Hoàng Anh Gia Lai  |  |  |
|  | P | Nguyễn Văn Hoàng      | 17 febbraio 1995  | 1  | 0  | Sông Lam Nghệ An   |  |  |
|  | P | Phạm Văn Phong        | 3 giugno 1993     | 0  | 0  | Sài Gòn            |  |  |
|  | P | Nguyễn Văn Toản       | 26 novembre 1999  | 0  | 0  | Hải Phòng          |  |  |
|  |   |                       |                   |    |    |                    |  |  |
|  | D | Quế Ngọc Hải          | 15 maggio 1993    | 46 | 3  | Viettel (C)        |  |  |
|  | D | Bùi Tiến Dũng         | 2 ottobre 1995    | 24 | 0  | Viettel            |  |  |
|  | D | Đoàn Văn Hậu          | 19 aprile 1999    | 23 | 0  | Hà Nội             |  |  |
|  | D | Vũ Văn Thanh          | 14 aprile 1996    | 18 | 2  | Hoàng Anh Gia Lai  |  |  |
|  | D | Dương Thanh Hào       | 23 giugno 1991    | 15 | 0  | Than Quảng Ninh    |  |  |
|  | D | Nguyễn Minh Tùng      | 9 agosto 1992     | 3  | 0  | Thanh Hóa          |  |  |
|  | D | Sầm Ngọc Đức          | 18 maggio 1992    | 2  | 0  | Hồ Chí Minh City   |  |  |
|  | D | Nguyễn Thành Chung    | 8 settembre 1997  | 1  | 0  | Hà Nội             |  |  |
|  | D | Trần Văn Kiên         | 13 maggio 1996    | 1  | 0  | Hà Nội             |  |  |
|  | D | Đào Văn Nam           | 10 maggio 1997    | 0  | 0  | Hồng Lĩnh Hà Tĩnh  |  |  |
|  | D | Bùi Hoàng Việt Anh    | 1º gennaio 1999   | 0  | 0  | Hà Nội             |  |  |
|  | D | Vũ Xuân Cường         | 6 agosto 1992     | 0  | 0  | Thanh Hóa          |  |  |
|  |   |                       |                   |    |    |                    |  |  |
|  | C | Nguyễn Trọng Hoàng    | 14 aprile 1989    | 69 | 12 | Viettel            |  |  |
|  | C | Lương Xuân Trường     | 28 aprile 1995    | 29 | 1  | Hoàng Anh Gia Lai  |  |  |
|  | C | Nguyễn Quang Hải      | 12 aprile 1997    | 24 | 6  | Hà Nội             |  |  |
|  | C | Đỗ Hùng Dũng          | 8 settembre 1993  | 19 | 0  | Hà Nội             |  |  |
|  | C | Phan Văn Đức          | 11 aprile 1996    | 14 | 7  | Sông Lam Nghệ An   |  |  |
|  | C | Nguyễn Tuấn Anh       | 16 maggio 1995    | 12 | 1  | Hoàng Anh Gia Lai  |  |  |
|  | C | Phạm Đức Huy          | 20 gennaio 1995   | 11 | 2  | Hà Nội             |  |  |
|  | C | Nguyễn Phong Hồng Duy | 13 giugno 1996    | 11 | 0  | Hoàng Anh Gia Lai  |  |  |
|  | C | Nguyễn Hoàng Đức      | 11 gennaio 1998   | 1  | 0  | Viettel            |  |  |
|  | C | Nguyễn Trọng Hùng     | 3 ottobre 1997    | 0  | 0  | Thanh Hóa          |  |  |
|  | C | Nguyễn Đức Chiến      | 24 agosto 1998    | 0  | 0  | Viettel            |  |  |
|  | C | Lý Công Hoàng Anh     | 1º settembre 1999 | 0  | 0  | Hồng Lĩnh Hà Tĩnh  |  |  |
|  |   |                       |                   |    |    |                    |  |  |
|  | A | Kha Quang Duy         | 24 ottobre 1990   | 36 | 12 | Hoàng Anh Gia Lai  |  |  |
|  | A | Nguyễn Công Phượng    | 21 gennaio 1995   | 35 | 8  | Hồ Chí Minh City   |  |  |
|  | A | Nguyễn Văn Toàn       | 12 aprile 1996    | 27 | 4  | Hoàng Anh Gia Lai  |  |  |
|  | A | Nguyễn Tiến Linh      | 20 ottobre 1997   | 12 | 4  | Becamex Bình Dương |  |  |
|  | A | Hồ Tuấn Tài           | 16 marzo 1995     | 1  | 0  | Sông Lam Nghệ An   |  |  |
|  | A | Hà Minh Tuấn          | 1º gennaio 1991   | 0  | 0  | Quảng Nam          |  |  |
|  | A | Nguyễn Xuân Nam       | 18 gennaio 1994   | 0  | 0  | Hồ Chí Minh City   |  |  |

## Divise
| 2005–2008 Home |  | 2005–2008 Away |

| 2009–2010 Home |  | 2009–2010 Away |  | 2010–2012 Home |  | 2010–2012 Away |  | 2012–2014 Home |  | 2012–2014 Away |

## Tutte le rose

### Coppa d'Asia
Coppa d'Asia 20071 Bùi Quang Huy, 2 Phùng Văn Nhiên, 3 Nguyễn Huy Hoàng, 4 Đoàn Việt Cường, 6 Phạm Hùng Dũng, 7 Vũ Như Thành, 8 Đồng Huy Thái, 9 Lê Công Vinh, 10 Huỳnh Phúc Hiệp, 11 Phùng Công Minh, 12 Nguyễn Minh Phương, 13 Mai Tiến Thành, 14 Lê Tấn Tài, 15 Nguyễn Minh Chuyên, 16 Huỳnh Quang Thanh, 17 Nguyễn Vũ Phong, 18 Phan Thanh Bình, 19 Phan Văn Tài Em, 20 Trần Đức Dương, 21 Nguyễn Anh Đức, 22 Dương Hồng Sơn, 23 Trần Đức Cường, 29 Châu Phong Hòa, CT: Riedl
Coppa d'Asia 20191 Bùi Tiến Dũng (1997), 2 Đỗ Duy Mạnh, 3 Quế Ngọc Hải, 4 Bùi Tiến Dũng (1995), 5 Đoàn Văn Hậu, 6 Lương Xuân Trường, 7 Nguyễn Huy Hùng, 8 Nguyễn Trọng Hoàng, 9 Nguyễn Văn Toàn, 10 Nguyễn Công Phượng, 11 Ngân Văn Đại, 12 Nguyễn Phong Hồng Duy, 13 Nguyễn Tuấn Mạnh, 14 Trần Minh Vương, 15 Phạm Đức Huy, 16 Đỗ Hùng Dũng, 17 Hồ Tấn Tài, 18 Hà Đức Chinh, 19 Nguyễn Quang Hải, 20 Phan Văn Đức, 21 Nguyễn Thành Chung, 22 Nguyễn Tiến Linh, 23 Đặng Văn Lâm, CT: Park H.S.
Coppa d'Asia 20231 Nguyen, 2 Đỗ Duy Mạnh, 3 Võ Minh Trọng, 4 Hồ Tấn Tài, 5 Giáp Tuấn Dương, 6 Nguyễn Thanh Bình , 7 Phạm Xuân Mạnh, 8 Đỗ Hùng Dũng, 9 Nguyễn Văn Toàn, 10 Phạm Tuấn Hải, 11 Nguyễn Tuấn Anh, 12 Phan Tuấn Tài, 13 Trương Tiến Anh, 14 Nguyễn Văn Trường, 15 Nguyễn Đình Bắc, 16 Nguyễn Thái Sơn, 17 Vũ Văn Thanh, 18 Nguyễn Hai Long, 19 Nguyễn Quang Hải, 20 Bùi Hoàng Việt Anh, 21 Nguyễn Đình Triệu, 22 Khuất Văn Khang, 23 Nguyễn Văn Việt, 24 Nguyễn Văn Tùng, 25 Lê Phạm Thành Long, 26 Lê Ngọc Bảo, CT: Troussier